# Adolf Birch-Hirschfeld
Adolf Birch-Hirschfeld (n. 1 octombrie 1849 în Kiel – d. 11 ianuarie 1917 în Gautzsch) a fost un romanist, medievist și istoric al literaturii moderne. A studiat la Universitatea din Leipzig unde i-a avut ca profesori pe Adolf Ebert și Friedrich Zarnke și pe care a absolvit în 1877 cu studiul literar „Legenda Sfântului Graal”. În 1900-1901 a fost decan al Universității din Lepzig. A fost membru al Academiei de Științe Saxone din Leipzig. L-a avut ca frate pe medicul Felix Victor Birch-Hirschfeld.

## Lucrări
- Geschichte der französischen Literatur seit Anfang des 16. Jahrhunderts, Stuttgart 1889
- Geschichte der französischen Literatur von den ältesten Zeiten bis zur Gegenwart, de Hermann Suchier și Adolf Birch-Hirschfeld, Bd 2, Die neuere Zeit. Vom 16. Jahrhundert bis zur Gegenwart, 2., neubearb. u. verm. Aufl., Leipzig 1913 (1. Aufl. 1900)